# Pavel Richter (hudebník)
Pavel Richter (* 21. prosince 1956) je český kytarista, představitel experimentálního rocku. Nemá formální hudební vzdělání, od roku 1975 hrál ve skupině Elektrobus a pak Stehlíku, po jeho rozpadu založil kapelu Švehlík, později přejmenovanou na Marno Union. Od roku 1986 je frontmanem Pavel Richter Bandu, provozuje také nahrávací a vydavatelskou firmu Richtig Music. Byl v českých poměrech průkopníkem samplování přednatočených pásků, vyrobil také z kuchyňského nádobí vlastní bicí nástroj, pojmenovaný po jeho spoluhráči Luboši Fidlerovi fidlerofon, jehož zvuk odborníci přirovnávali ke gamelanu. Mezi hudebníky, s nimiž spolupracoval jako studiový nebo koncertní hráč na kytaru, syntezátor a další nástroje, patřili Mikoláš Chadima, Oldřich Janota, Lesík Hajdovský, Jan Štolba, Bharata Rajnošek, Jana Koubková, Feng-Jün Song, Michal Kořán a skupiny Dunaj, Dvouletá fáma a Wooden Toys, v poslední době vystupuje nejčastěji se synem Jonášem. Skládal hudbu pro Ctibora Turbu, Výtvarné divadlo Kolotoč a filmy Pražská 5, Příběh ’88 a Divoká svině. V roce 2003 mu vyšlo u Indies Records profilové dvojalbum Richtig Music.